# Nara (râu)
Nara este un râu în Federația Rusă, în regiunile Moscova și Kaluga.